# Taborkyrkan
Taborkyrkan är belägen i Ingå kommun i Nyland. Den tillhör Ingå svenska metodistförsamling. Kyrkan byggdes 1925. Tomten och medel för att bygga kyrkan donerades 1924 av juvelerare Ferdinand Timper. 

## Bilder

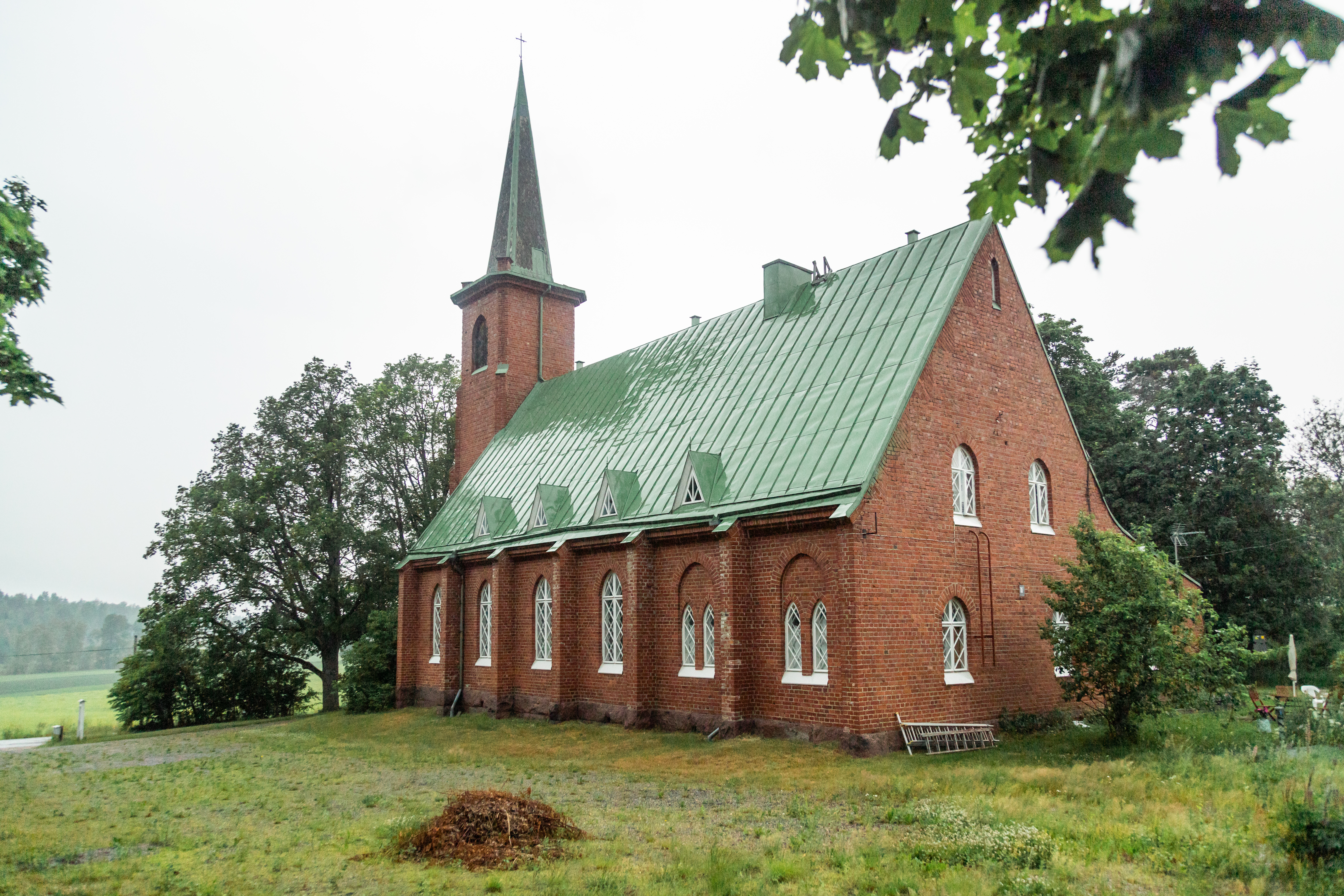
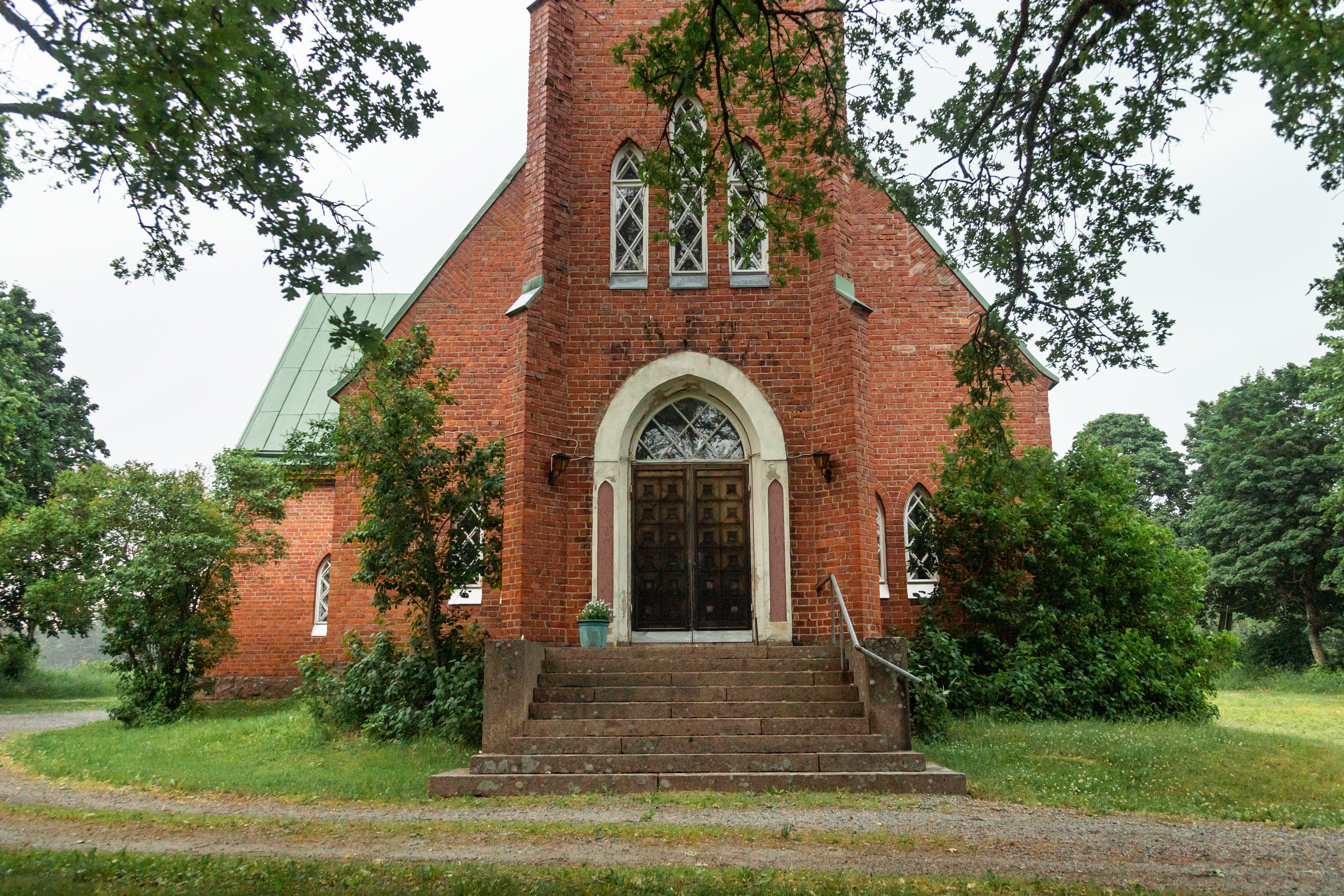
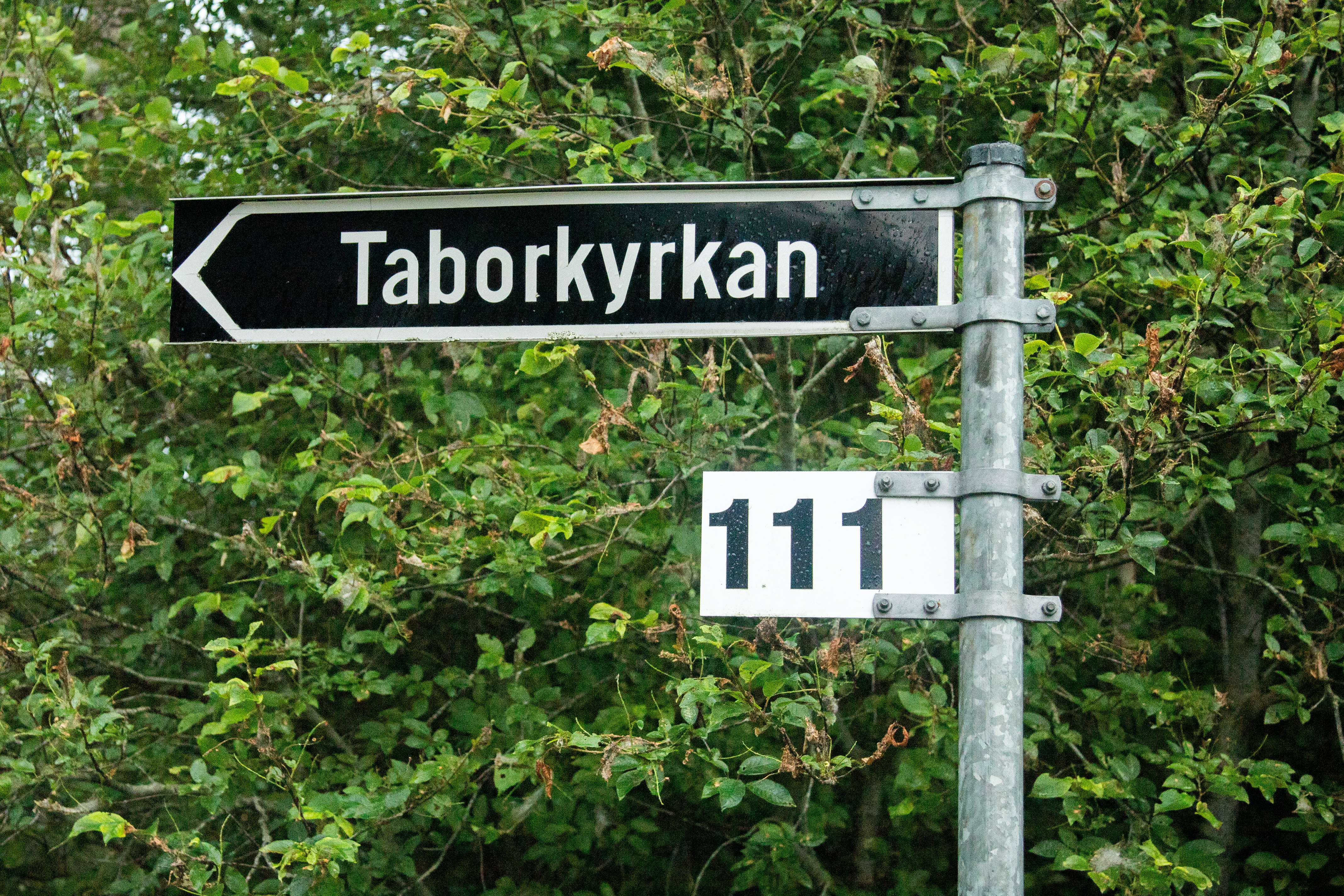